# Schwielowsee
Schwielowsee é um município da Alemanha, situado no distrito de Potsdam-Mittelmark, no estado de Brandemburgo. Tem 47,56 km² de área, e sua população em 2019 foi estimada em 9.072 habitantes.